# Allomony
Allomony (z gr. allos – inny) – substancje semiochemiczne wywołujące reakcję korzystną jedynie dla dawcy. Należą do nich antybiotyki, repelenty czy substancje zwabiające ofiary. Przykładem allomonu jest proherbicyd – 1,4,5-trihydroksynaftalen, wytwarzany przez liście orzecha włoskiego, który po spłukaniu deszczem opada na ziemię, gdzie zostaje utleniony do 5-hydroksynaftochinonu-1,4, związku hamującego wzrost niektórych roślin (działanie allelopatyczne). Do allomonów zalicza się też kocineliny, alkaloidy wytwarzane przez biedronki, które odstraszają drapieżniki chętne do konsumowania tychże chrząszczy.
Termin allomony został wprowadzony w 1968 przez W. L. Browna i T. Eisnera dla określenia międzygatunkowych sygnałów chemicznych. Później wprowadzono podział tych sygnałów na allomony w wyżej przedstawionym znaczeniu oraz kairomony.